# Kantorat Groß Bartensleben

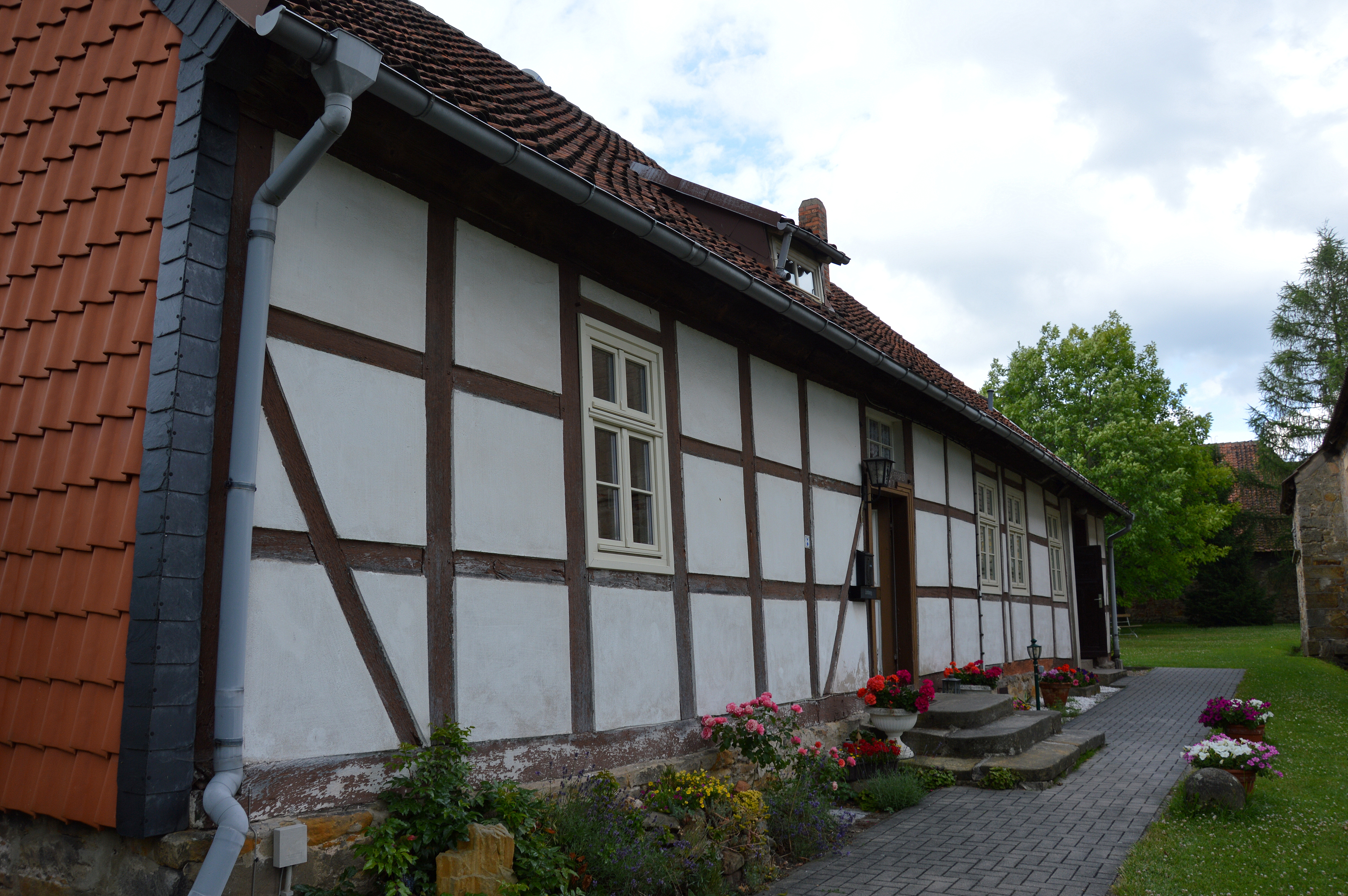
Südseite des Kantorats, 2016

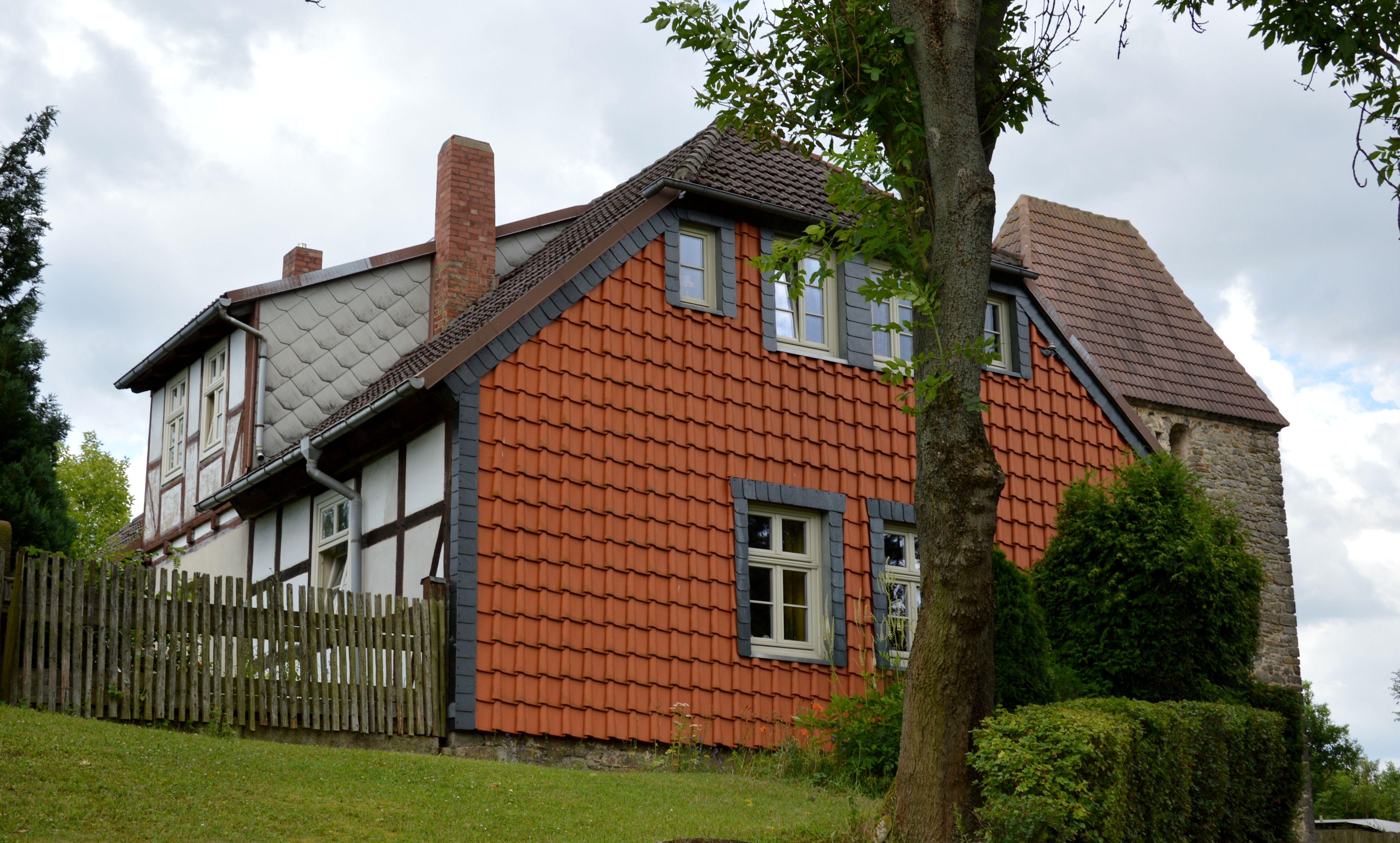
Blick von Nordwesten, 2016

Das Kantorat Groß Bartensleben ist ein denkmalgeschütztes Kantoratsgebäude im zur Gemeinde Erxleben in Sachsen-Anhalt gehörenden Dorf Groß Bartensleben.

## Lage
Es befindet sich in erhobener Position nördlich neben der Gutskirche Groß Bartensleben an der Adresse Dorfstraße 9.

## Architektur und Geschichte
Das eingeschossige Gebäude entstand nach einer Datierung im Jahr 1807. Es wurde als langgestrecktes Fachwerkhaus errichtet und ist mit einem Krüppelwalmdach bedeckt. Es diente ursprünglich als Wohngebäude für den Kantor. In der östlichen Hälfte des Hauses befand sich in der Vergangenheit der Schulraum des Orts.
Im örtlichen Denkmalverzeichnis ist das Kantorat unter der Erfassungsnummer 094 84156 als Baudenkmal verzeichnet.
Der Bau wird als prägend für das Ortsbild eingeschätzt und gilt als historische Dorfschule auch als kulturgeschichtlich relevant.